# Парусный спорт на летних Олимпийских играх 1920
Соревнования по парусному спорту на летних Олимпийских играх 1920 года проходили с 7 по 9 июля у побережья Остенде. В связи с тем, что в 1919 году были введены новые международные правила классификации яхт, но не все страны успели на них перейти, то было решено проводить соревнования как в старых, так и в новых классах. В результате оказалось, что в двух из 16 заявленных классов нет участников, и соревнования в итоге прошли в 14 классах. На последующих Олимпийских играх число классов было гораздо меньше.
В соревнованиях в классе «Монотип 12 футов» сложилась уникальная ситуация: во время второй гонки одна из меток была унесена течением, и гонку пришлось отменять. Так как организаторы не имели времени на повторное проведение гонки, а обе команды-участницы были из Нидерландов, то бельгийские организаторы потребовали от Нидерландского олимпийского комитета провести повторную гонку в Амстердаме.

## Общий медальный зачёт
| Место | Страна         | Золото | Серебро | Бронза | Всего |
| ----- | -------------- | ------ | ------- | ------ | ----- |
| 1     | Норвегия       | 7      | 3       | 1      | 11    |
| 2     | Нидерланды     | 2      | 1       | 0      | 3     |
| 2     | Швеция         | 2      | 1       | 0      | 3     |
| 4     | Великобритания | 2      | 0       | 0      | 2     |
| 5     | Бельгия        | 1      | 1       | 1      | 3     |
| 6     | Франция        | 0      | 1       | 0      | 1     |
| Всего |                | 14     | 7       | 2      | 23    |

## Медалисты
| Класс                 | Золото | Серебро                                                                                  | Бронза                                                                                          |
| --------------------- | --- | ---------------------------------------------------------------------------------------- | ----------------------------------------------------------------------------------------------- |
| Монотип 12 футов      | Нидерланды · Корнелис Хин · Йоханнес Хин · Франсискюс Хин | Нидерланды · Арнауд ван Бисен · Петрюс Бёкерс                                            | не присуждалась                                                                                 |
| Монотип 18 футов      | Великобритания · Фрэнсис Ричардс · Томас Хедберг | не присуждалась                                                                          | не присуждалась                                                                                 |
| 6,5-метровый R-класс  | Нидерланды · Йохан Карп · Петрюс Вернинк · Бернард Карп | Франция · Альбер Вей · Феликс Пикон · Робер Монье                                        | не присуждалась                                                                                 |
| 6-метровый R-класс    | Правила 1907 года · Бельгия · Эмиль Корнейи · Флоримон Корнейи · Фредерик-Альберь Брюинсеель | Норвегия · Эйнар Торгерсен · Андреас Кнудсен · Лейф Эриксен                              | Норвегия · Хенрик Агерсборг · Трюгве Педерсен · Эйнар Бертсен                                   |
| 6-метровый R-класс    | Правила 1919 года · Норвегия · Андреас Брекке · Поль Косен · Ингольф Рёд · | Бельгия · Леон Уйбрехтс · Шарль ван ден Бюсш · Йон Клотц ·                               | не присуждалась                                                                                 |
| 7-метровый R-класс    | Великобритания · Уильям Мэддисон · Дороти Райт · Роберт Коулмэн · Сирил Райт | Норвегия · Йохан Файе · Кристиан Дикк · Стен Абель · Нильс Нильсен                       | не присуждалась                                                                                 |
| 8-метровый R-класс    | Правила 1907 года · Норвегия · Карл Рингвольд · Торлейф Хольбюе · Альф Якобсен · Кристоффер Ольсен                                                                                                 | не присуждалась                                                                          | не присуждалась                                                                                 |
| 8-метровый R-класс    | Правила 1919 года · Норвегия · Магнус Конов · Рейдар Мартиниусон · Рагнар Вик · Торлейф Кристофферсен ·                                                                                            | Норвегия · Енс Сальвесен · Лёуритс Скмидт · Финн Скиандер · Нильс Томас · Ральф Тскуди · | Бельгия · Альбер Гризар · Вилли де л'Абре · Леопольд Стандаэрт · Анри Веваутерс · Жорж Эллебюйк |
| 10-метровый R-класс   | Правила 1907 года · Норвегия · Карл Арентс · Вилли Йильберт · Роберт Йиертсен · Арне Сеерстед · Хальфдан Скьётт · Трюгве Скьётт · Отто Фалькенберг                                                 | не присуждалась                                                                          | не присуждалась                                                                                 |
| 10-метровый R-класс   | Правила 1919 года · Норвегия · Эрик Херсет · Сигурд Хольтер · Ингар Нильсен · Оле Сёренсен · Петтер Ямвольд · Гуннар Ямвольд · Клаус Юэлль                                                         | не присуждалась                                                                          | не присуждалась                                                                                 |
| 12-метровый R-класс   | Правила 1907 года · Норвегия · Йохан Фриеле · Олаф Эрвиг · Артур Аллерс · Кристен Виесе · Мартин Бортен · Эйиль Реймерс · Каспар Хассель · Тор Эрвиг · Эрик Эрвиг                                  | не присуждалась                                                                          | не присуждалась                                                                                 |
| 12-метровый R-класс   | Правила 1919 года · Норвегия · Хенрик Эстервольд · Ян Эстервольд · Оле Эстервольд · Ханс Несс · Хальвор Мёгстер · Хальвор Биркеланд · Расмус Биркеланд · Кристиан Эстервольд · Лёуритс Кристиансен | не присуждалась                                                                          | не присуждалась                                                                                 |
| Шхерный крейсер 30 м² | Швеция · Йёста Лундквист · Рольф Стеффенбург · Йёста Бенгтссон | не присуждалась                                                                          | не присуждалась                                                                                 |
| Шхерный крейсер 40 м² | Швеция · Торе Хольм · Ингве Хольм · Аксель Рюдин · Еорг Тенгвалль | Швеция · Густаф Свенссон · Рагнар Свенссон · Персю Альмстедт · Эрик Мельбин              | не присуждалась                                                                                 |